# Tapirira obtusa
Tapirira obtusa är en sumakväxtart som först beskrevs av George Bentham, och fick sitt nu gällande namn av J.D. Mitchell. Tapirira obtusa ingår i släktet Tapirira och familjen sumakväxter. Inga underarter finns listade i Catalogue of Life.